# Zoubeir Baya
Zoubeir Baya (ou Beya)  (Nascido a 15 de maio de 1971, em M'saken) é um ex-jogador de futebol tunisiano que jogou duas Copas do Mundo e a Copa das Nações Africanas de 2002.

## Carreira
Baya representou a Seleção Tunisiana de Futebol nas Olimpíadas de 1996.